# 1231年
| 千纪： | 2千纪 |
| 世纪： | 12世纪 \| 13世纪 \| 14世纪                                                                                 |
| 年代： | 1200年代 \| 1210年代 \| 1220年代 \| 1230年代 \| 1240年代 \| 1250年代 \| 1260年代                           |
| 年份： | 1226年 \| 1227年 \| 1228年 \| 1229年 \| 1230年 \| 1231年 \| 1232年 \| 1233年 \| 1234年 \| 1235年 \| 1236年 |
| 纪年： | 辛卯年（兔年）；金正大八年；南宋绍定四年；蒲鲜万奴大同八年；大理仁壽五年；越南建中六年；日本寬喜三年       |

## 大事记
- 正月，蒙古大將速不台部突破藍關，但隨即遭遇完顏彝（完顏陳和尚）的忠孝軍、樊澤、高英的多路圍追堵截，在倒回谷戰敗，是所謂倒回谷之戰。
- 蒙古大將拔都奉窩闊臺汗之命統兵征討花剌子模王國，直取大不里士，末代蘇丹札蘭丁出逃，花剌子模王國正式被蒙古帝國滅亡，札蘭丁後於土耳其庫爾德斯坦遇刺。
- 八月，元朝始立中書省，以耶律楚材為中書令。
- 八月，蒙古第一次入侵高麗，撒禮塔率師打到了朝鮮半島中部，洪福源率群眾投降，王氏高麗王弟懷安公王降。撒禮塔後在開城任命達魯花赤等72人鎮守，蒙古軍暫時撤出。
- 紅襖軍首領李全與宋朝軍隊作戰敗亡，殘部推楊妙真為主帥，北渡淮河投降蒙古。

## 出生
- 郭守敬（1231年－1316年，85岁），字若思，邢台人，中國元代天文學家、數學家和水利學家。

## 逝世
- 8月15日——札蘭丁，花剌子模王國的末代沙阿與蘇丹，阿拉丁·摩訶末之子。
- 明惠皇后，中国金朝第九代皇帝金哀宗的母亲，金宣宗的妃嫔。
- 李全，1214年至1231年擔任紅襖軍首領。